# Danielle Deadwyler
Danielle Deadwyler est une actrice, productrice et artiste de performance américaine née le 3 mai 1982 à Atlanta, notamment connue pour ses rôles dans les longs métrages The Harder They Fall (2021) et Emmett Till.

## Biographie
Danielle Deadwyler est née le 3 mai 1982 à Atlanta, en Géorgie. Elle est la fille d'une secrétaire juridique et d'un superviseur ferroviaire et a trois frères et sœurs. Elle est diplômée d'un master of Arts de l'Université Columbia. En 2017, elle obtient un second diplôme en écriture créative à l'Université Ashland, dans l'Ohio.
En plus des apparitions au théâtre, elle a participé à plus de 20 productions cinématographiques et télévisuelles depuis le début des années 2010. Elle est surtout connue pour ses rôles dans les longs métrages The Harder They Fall, (2021) et Emmett Till (2022),,.

## Filmographie

### Cinéma
- 2010 : Cyburbia de Arun Fryer : Alice Johnson (court-métrage)
- 2012 : Sweet, Sweet Country de Dehanza Rogers : Ndizeye (court-métrage)
- 2014 : Ir/Reconcilable de Gabrielle Fulton Ponder : Maria (court-métrage)
- 2015 : The Youth de Dehanza Rogers : Hoda (court-métrage)
- 2016 : Brazilian Wavy de Kirk Henriques : Judah (court-métrage)
- 2017 : Birthday Cake de Brantly Jackson Watts (court-métrage)
- 2017 : Mary de Marc Webb : l'employée du refuge
- 2017 : L'Échappée belle (The Leisure Seeker) de Paolo Virzì : la serveuse de l'hôtel
- 2018 : Jane and Emma de Chantelle Squires : Jane Manning
- 2019 : Reckoning de Lane et Ruckus Skye : Lemon Cassidy
- 2019 : Black Dispatch de Shea Sizemore : Sable
- 2021 : The Harder They Fall de Jeymes Samuel : Cuffee
- 2022 : Emmett Till de Chinonye Chukwu : Mamie Till
- 2024 : The Piano Lesson de Malcolm Washington : Berniece Charles
- 2024 : Carry-On de Jaume Collet-Serra : Elena Cole
- 2025 : The Woman in the Yard de Jaume Collet-Serra (également productrice)

### Télévision
- 2012 : A Cross to Bear de Tandria Potts : Erica (téléfilm)
- 2013 : Mommy Uncensored : la femme à la médaille en or (1 épisode)
- 2015 : Being Mary Jane : Naima (1 épisode)
- 2016 : Greenleaf : Stacy (2 épisodes)
- 2016-2020 : The Haves and the Have Nots : LaQuita 'Quita' Maxwell (14 épisodes)
- 2017 : MacGyver : l'agent brune (1 épisode)
- 2018 : Hap and Leonard : la femme (1 épisode)
- 2018 : Atlanta : Tami (1 épisode)
- 2019 : Watchmen : June (2 épisodes)
- 2020 : FBI: Most Wanted : Cleo Wilkens (1 épisode)
- 2020 : Paradise Lost : Nicque Green (10 épisodes)
- 2020 : P-Valley : Yoli (3 épisodes)
- 2021-2022 : Station Eleven : Miranda Carroll (5 épisodes)
- 2022 : Le Goût de vivre : Zora Wheeler (8 épisodes)